# Calças Rasgadas
Calças Rasgadas é o segundo do extended play a solo da cantora portuguesa Ana Malhoa, lançado a maio de 1995.
Em 1994 Ana começou a apresentar o programa Buéréré e simultaneamente a produzir seu segundo extended play a solo, intitulado Calças Rasgadas. O primeiro single, de mesmo nome, foi lançado a janeiro de 1995 e obteve muito sucesso nas rádios portuguesas. O projecto recebeu um disco de ouro e teve um sucesso moderado nas paradas.

## Faixas
| N.º | Título                       | Compositor(es)   | Duração |  |
| 1.  | "Amen"                       | José Malhoa, Toy | 3:44    |  |
| 2.  | "Eu Vou-Me Apaixonar"        | José Malhoa, Toy | 3:13    |  |
| 3.  | "Sentimento Divino"          | José Malhoa, Toy | 3:29    |  |
| 4.  | "El Sombrero"                | Toy              | 2:29    |  |
| 5.  | "Desesperada"                | José Malhoa, Toy | 3:46    |  |
| 6.  | "Se Eu Tivesse uma Vassoura" | José Malhoa, Toy | 3:39    |  |
| 7.  | "É Só Estilo"                | Toy              | 3:49    |  |
| 8.  | "Só Penso Nela"              | José Malhoa, Toy | 2:55    |  |
| 9.  | "Vamos Ao Baile"             | José Malhoa, Toy | 2:57    |  |
| 10. | "Ressonar"                   | José Malhoa, Toy | 3:01    |  |
| 11. | "Ensina-Me A Tocar Viola"    | José Malhoa      | 4:03    |  |
| 12. | "Calças Rasgadas"            | José Malhoa, Toy | 3:41    |  |

## Posições
| Paradas (1995) | Posições |
| -------------- | -------- |
| Portugal - AFP | 8        |

| País / Certificadora | Certificação | Vendas |
| -------------------- | ------------ | ------ |
| Portugal AFP         | Ouro         | 26.000 |

## Histórico de lançamento
| País     | Data               | Formato | Gravadora   |
| -------- | ------------------ | ------- | ----------- |
| Portugal | 25 de maio de 1995 | CD      | Espacial    |
| Espanha  | 1996               | CD      | Vale Music  |
| Itália   | 1997               | CD      | CGD Records |